# أدريان برونر (لاعب هوكي الجليد)
أدريان برونر (و. 1987  م) هو لاعب هوكي الجليد سويسري، ولد في سويسرا، مركز لعبه هو مهاجم ‏

## روابط خارجية
- أدريان برونر على موقع EliteProspects.com (الإنجليزية)
- أدريان برونر على موقع Eurohockey.com (الإنجليزية)
- أدريان برونر على موقع HockeyDB.com (الإنجليزية)